# Cổng Wolin ở Goleniów

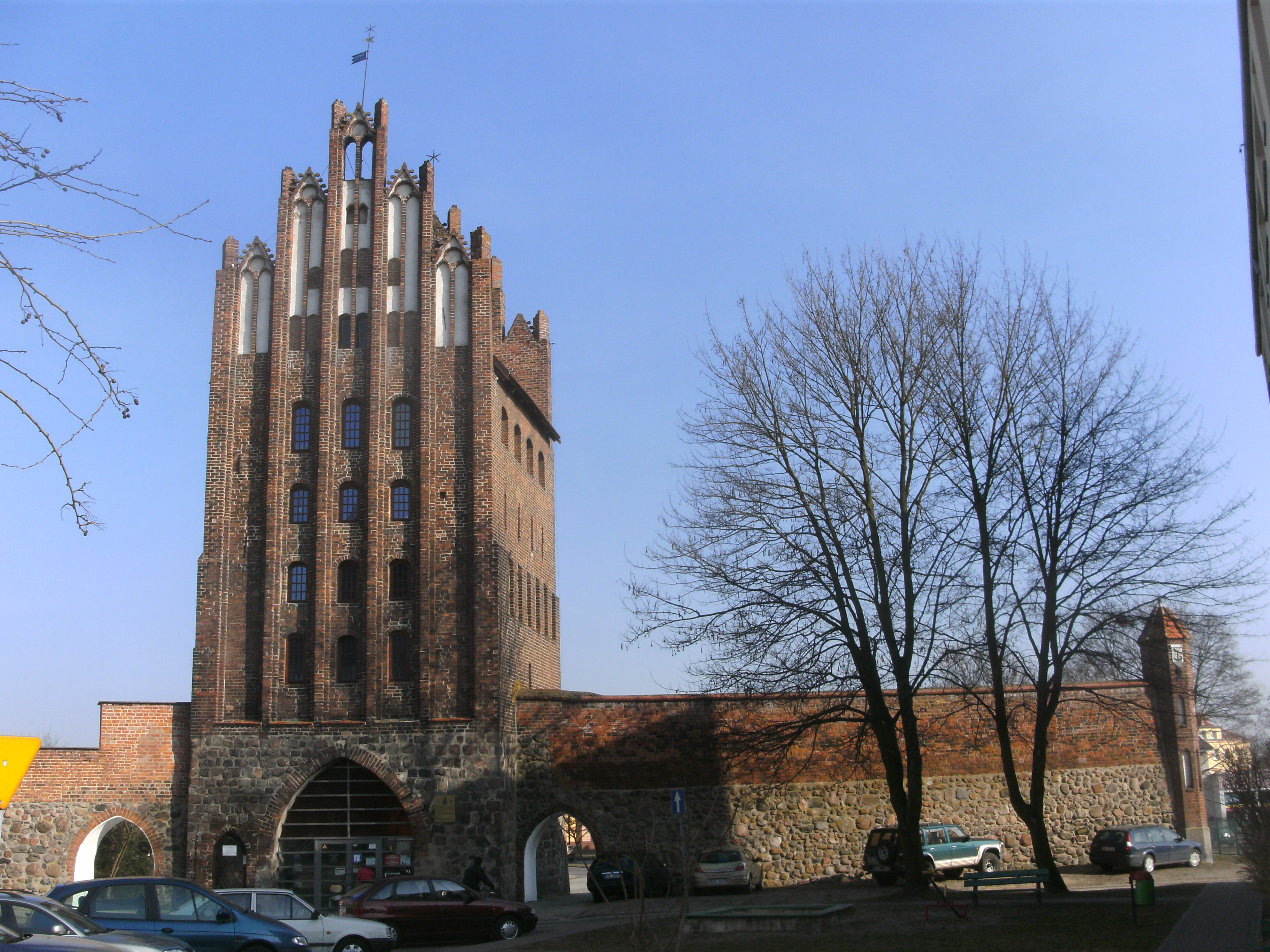
Cổng Wolin

Cổng Wolin ở Goleniów là một di tích có giá trị nhất của thành phố Goleniów, nằm ở phía tây của tỉnh Zachodniopomorskie, Ba Lan.

## Lịch sử
Cổng Wolin được xây dựng vào thế kỷ 15 và là một trong bốn cổng bảo vệ thành phố (Cổng Szczecin, Cổng Stargard, Cổng Mill). Ban đầu nó là một tháp canh phòng thủ được làm bằng các khối đá không đồng nhất (nửa sau của thế kỷ thứ 13), trong các thế kỷ sau (thế kỷ 14 và 15) nó được xây dựng lại với một tòa tháp bằng gạch. Đây là một tòa nhà năm tầng, một cấu trúc phòng thủ điển hình (nó đã phục vụ như vậy cho đến thế kỷ 18).

## Cấu trúc

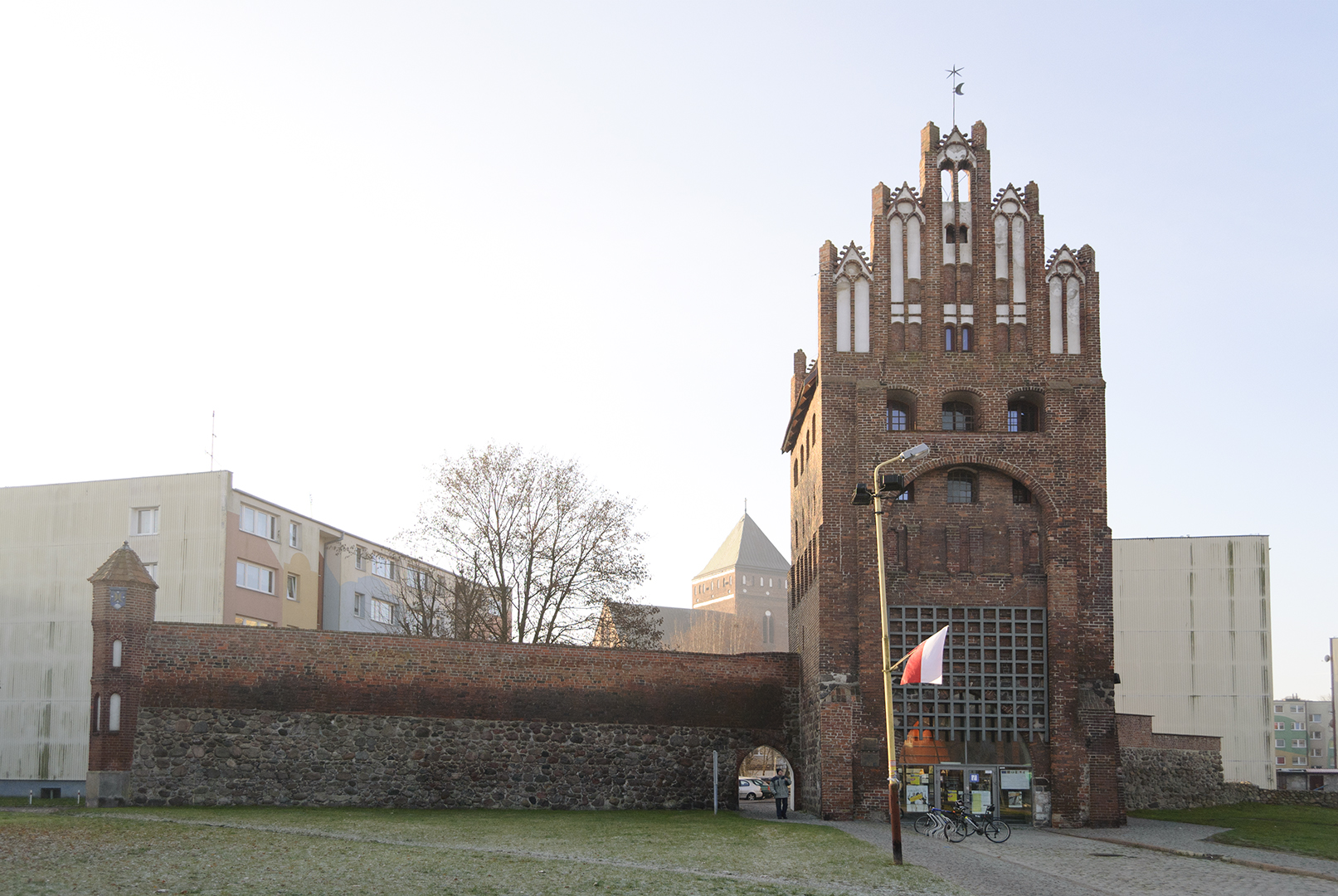
Cổng Wolin (gốc nhìn khác)

Cổng Wolin được xây dựng bằng 1/4 đá và 3/4 gạch. Đại diện cho kiểu kiến trúc cổng chóp, các bức tường chóp không giống nhau, tạo nên một nét thẩm mỹ khác thường. Chiều cao của cổng là 26 m (với đỉnh cao 29,85 m), trong khi cửa mở là 5,25 m, rộng 4,85 m và chiều dài lối đi là 10,5 m.
Cánh cổng được khôi phục trong những năm 1971-1972 cho mục đích của Bảo tàng Vùng Goleniów. Sau khi hoàn thành các công trình, nó trở thành trụ sở của Trung tâm văn hóa Goleniów.